# FC Volendam

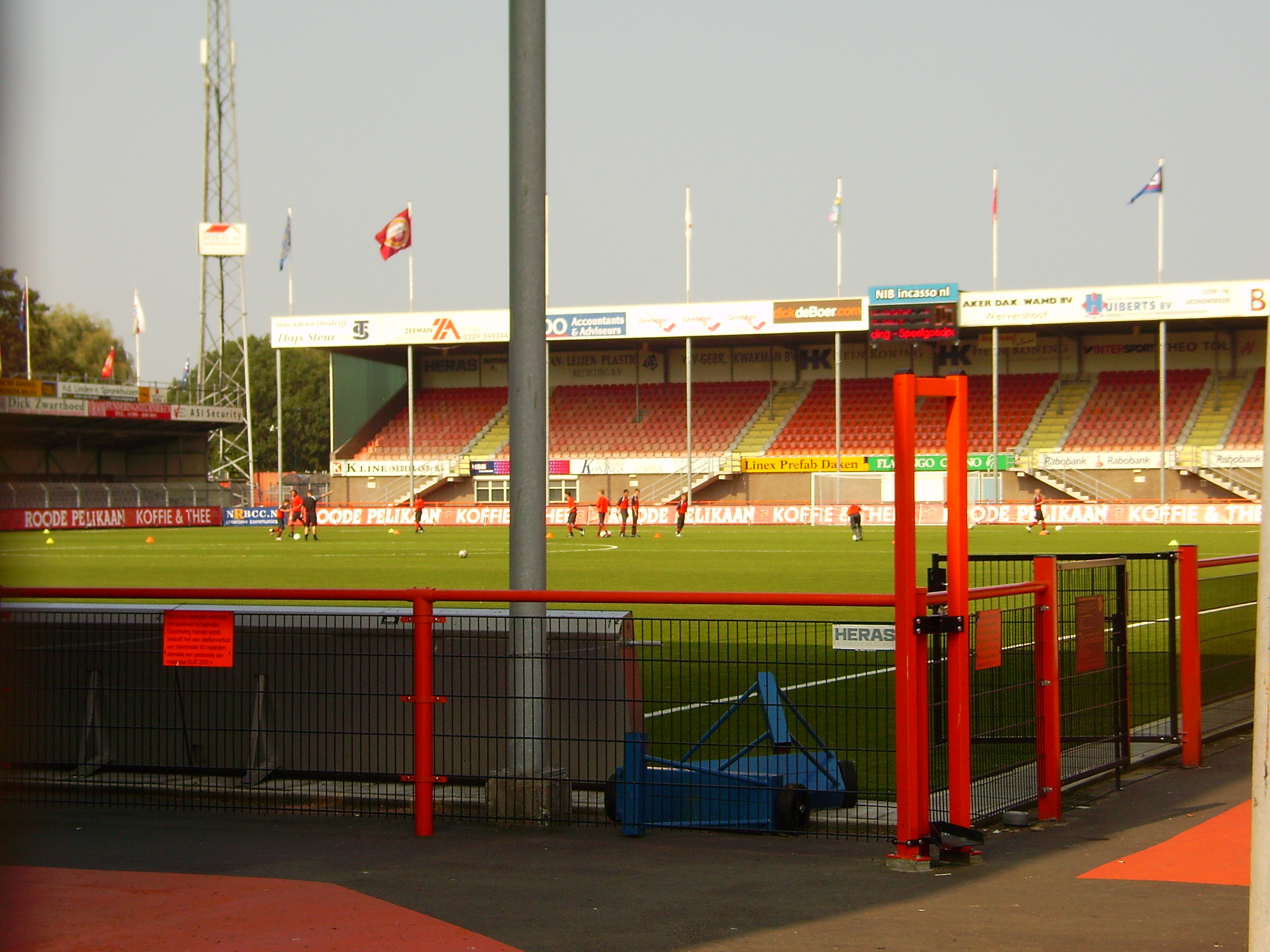
Stadion Kras, terreno de juego del FC Volendam.

El FC Volendam es un club de fútbol de los Países Bajos. Fue fundado el 1 de junio de 1920 y está situado en la ciudad de Volendam, dentro de la provincia de Holanda Septentrional. A partir de la temporada 2025-26, jugará en la Eredivisie, la máxima categoría del fútbol nacional tras un año de ausencia.

## Historia
El origen del FC Volendam se encuentra en 1920, cuando un grupo de pescadores decide crear un club de fútbol llamado Victoria. Al poco tiempo el equipo pasa a llamarse RKSV Volendam y se unió a la Asociación de Fútbol Católica de los Países Bajos, en la cual ganó varios torneos adscritos a la misma. Sin embargo, el equipo se tuvo que federar en la Federación Holandesa durante la Segunda Guerra Mundial, forzado opor las autoridades nazis.
Al término de la Guerra, el club permaneció en la Federación oficial y en 1955 se une a la Liga de fútbol profesional de Holanda. El club cambió su nombre al de FC Volendam en 1977 y lograría una reputación de equipo ascensor (De Heen en Weer), ganando varias veces el título en la Eerste Divisie para descender a los pocos años de la Eredivisie. La última vez que el club descendió a la segunda categoría fue en 2004, y el equipo ha retornado a la máxima competición de liga en el año 2008, descendiendo al año siguiente.
De este club salieron y se forjaron jugadores internacionales como Wim Jonk, Arnold Mühren, André Ooijer y Gijs Luirink entre otros.

## Uniforme
- Uniforme titular: Camiseta naranja, pantalón negro y medias naranjas.
- Uniforme alternativo: Camiseta blanca con detalles negros, pantalón y medias blancas.

## Estadio
El estadio del FC Volendam es el Kras Stadion, un campo fundado en 1975 y con capacidad para 8500 espectadores.

## Entrenadores
- Leen van Woerkom (1955–58)
- Ger Stroker (1958–60)
- Bram Appel (1960-62)
- Piet Dubbelman (1962-64)
- Ron Dellow (1964–69)
- Hans Croon (1969-1972)
- Joep Steur (1972-75)
- Arie Stehouwer (1975–76)
- Leo Steegman (1976–77)
- Jan Mak (1977–79)
- Henk Ellens (1979-80)
- Joep Steur (1980-81)
- Dick Maurer (1981-82)
- Fritz Korbach (1982–83)
- Cor van der Hart (1983–84)
- Joep Steur (1984) (interino)
- Simon Kistemaker (1984) (interino)
- Leo Beenhakker (1984–85)
- Barry Hughes (1985–86)
- Jan Brouwer (1986–88)
- Leo Steegman (1988–92)
- André Stafleu (1992-1993)
- Fritz Korbach (1993–94)
- Wim Rijsbergen (1994–95)
- Bert Jacobs (1995–96)
- Jan Brouwer (1996) (interino)
- Hans van der Zee (1996–97)
- Dick de Boer (1997–99)
- Andries Jonker (1999-00)
- Henk Wisman (2000–04)
- Johan Steur (2004) (interino)
- Job Dragtsma (2004–05)
- Ernie Brandts (2005–06)
- Stanley Menzo (2006–08)
- Frans Adelaar (2008–09)
- Edward Sturing (2009–10)
- Johan Steur (2010) (interino)
- Gert Kruys (2010–12)
- Johan Steur (2012) (interino)
- Hans de Koning (2012-15)
- Robert Molenaar (2015-17)
- Misha Salden (2017-18)
- Hans de Koning (2018-19)
- Wim Jonk (2019-)

## Palmarés
- Campeonato de la Eerste Divisie: 6: 1958-59, 1960-61, 1966-67, 1969-70, 1986-87, 2007-08.